# Truyền hình trực tiếp
Truyền hình trực tiếp hay (Tường thuật trực tiếp) là một sản phẩm truyền hình phát sóng trong thời gian thực, tức là chương trình được sản xuất và phát sóng trực tiếp khi sự kiện đang diễn ra (còn gọi là vừa ghi hình, vừa phát sóng). Trong một ý nghĩa thứ cấp, nó có thể đề cập đến truyền hình trực tuyến qua internet. Trong hầu hết các trường hợp, chương trình trực tiếp không được ghi lại như được trình chiếu trên TV, nhưng thay vào đó không được diễn tập hoặc chỉnh sửa và chỉ được hiển thị khi nó được ghi hình trước khi được phát sóng. Các chương trình phát sóng trực tiếp bao gồm các bản tin, chương trình buổi sáng, chương trình giải thưởng, chương trình thể thao, chương trình thực tế và, đôi khi, các tập của loạt phim truyền hình kịch bản.

## Các chương trình được phát sóng trực tiếp
Từ những ngày đầu của truyền hình cho đến khoảng năm 1958, truyền hình trực tiếp đã được sử dụng rất nhiều, ngoại trừ các chương trình được quay như I Love Lucy và Gunsmoke. Mặc dù băng video được phát minh vào năm 1956, nó có giá 300 đô la mỗi giờ (tương đương với 2,705 đô la năm 2017) có nghĩa là nó chỉ được áp dụng dần dần. Một số thể loại, chẳng hạn như vở Opera thính phòng, đã không hoàn toàn từ bỏ chương trình phát sóng trực tiếp cho đến giữa thập niên 1970.
Nói chung, một chương trình truyền hình trực tiếp phổ biến hơn để phát nội dung được sản xuất riêng cho truyền hình thương mại trong những năm đầu của truyền hình, trước khi các công nghệ lưu trữ như băng video xuất hiện. Khi các máy ghi băng video (VTR) trở nên thịnh hành, nhiều chương trình giải trí đã được ghi hình và chỉnh sửa trước khi phát sóng thay vì được truyền hình trực tiếp.
Các chương trình được truyền hình trực tiếp:
1. Các bản tin thời sự trong ngày
2. Phiên họp Quốc hội
3. Phiên họp Hội đồng Nhân dân các tỉnh, thành
4. Đại hội Đại biểu của Đảng, Đoàn
5. Quốc tang
6. Khai mạc & Bế mạc Đại hội Đảng toàn quốc
7. Lễ kỷ niệm các sự kiện lớn và kỷ niệm ngày sinh của danh nhân
8. Các chương trình nghệ thuật đặc biệt chào mừng các ngày lễ lớn
9. Lễ khai mạc, bế mạc sự kiện văn hóa, nghệ thuật
10. Các sự kiện thể thao lớn trong nước, khu vực và thế giới (FIFA World Cup, UEFA Euro, SEA Games, Asiad, Olympic, Cuộc đua xe đạp cúp truyền hình HTV,...)
11. Các cuộc thi chữ viết trong nước, khu vực và thế giới (CISW Việt Nam, CISW Super Cup)
12. Các chương trình Cầu Truyền hình (Vì tương lai Việt 2005-2008)
13. Chương trình Tọa đàm - Đối thoại (Như bình thường)
14. Các chương trình giải trí và game show (Bữa trưa vui vẻ)
15. Cuộc thi chung kết (Robocon - sẽ trở lại biểu diễn trực tiếp, Chung kết Đường lên đỉnh Olympia)
16. Xổ số kiến thiết
17. Game show tương tác trực tiếp (Stinky và Stomper, Vui cùng Hugo, Hugo và các bạn, Thử thách, Cùng là tỷ phú)